# چالوولی
چالوولی (به انگلیسی: Chalovly) یک منطقه مسکونی در جمهوری آذربایجان است که در شهرستان سالیان واقع شده است.